# Jeddingen
Jeddingen ist ein Ortsteil der Stadt Visselhövede im niedersächsischen Landkreis Rotenburg (Wümme). In dem Dorf leben etwa 970 Einwohner. 

## Geografie

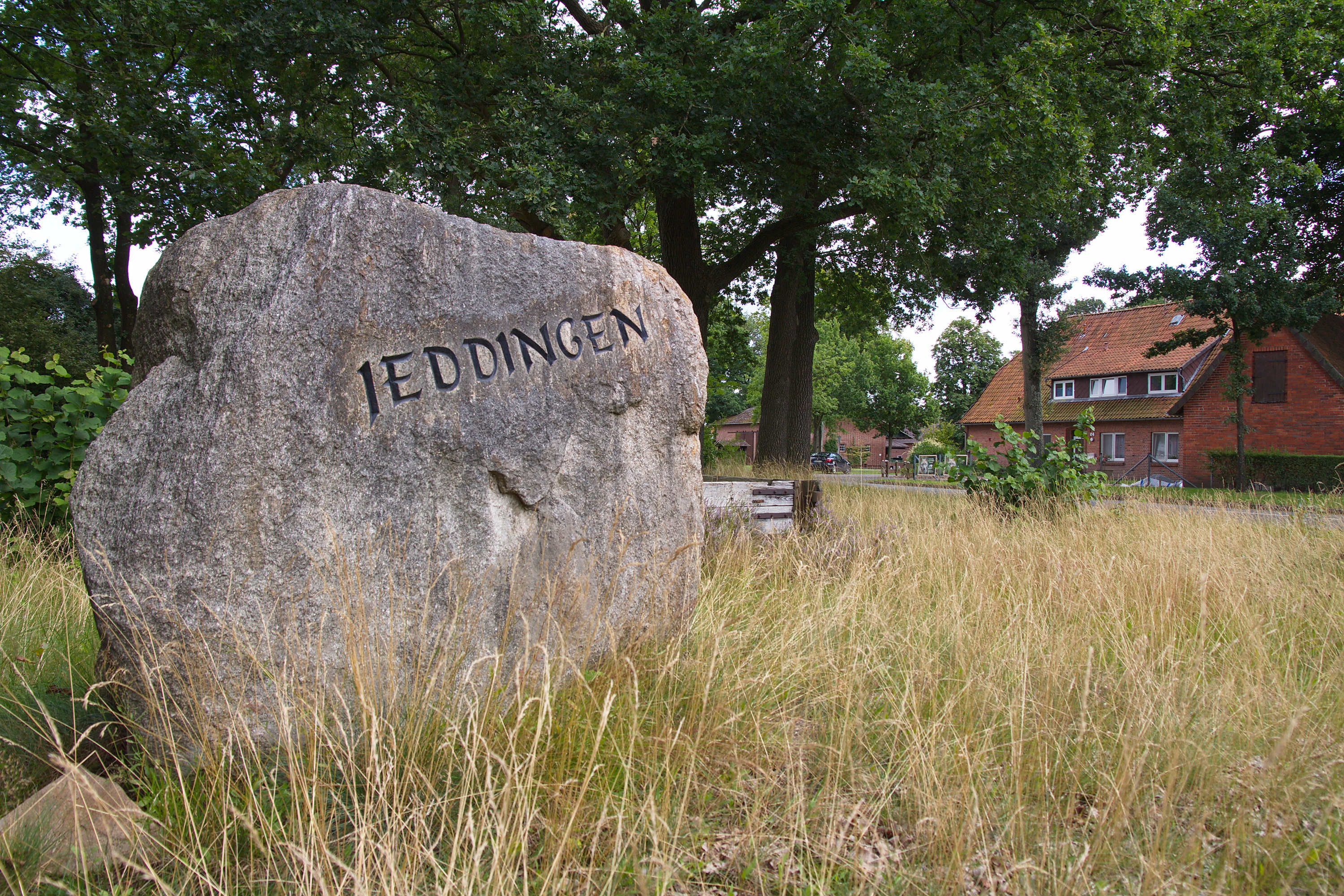
Gedenkstein

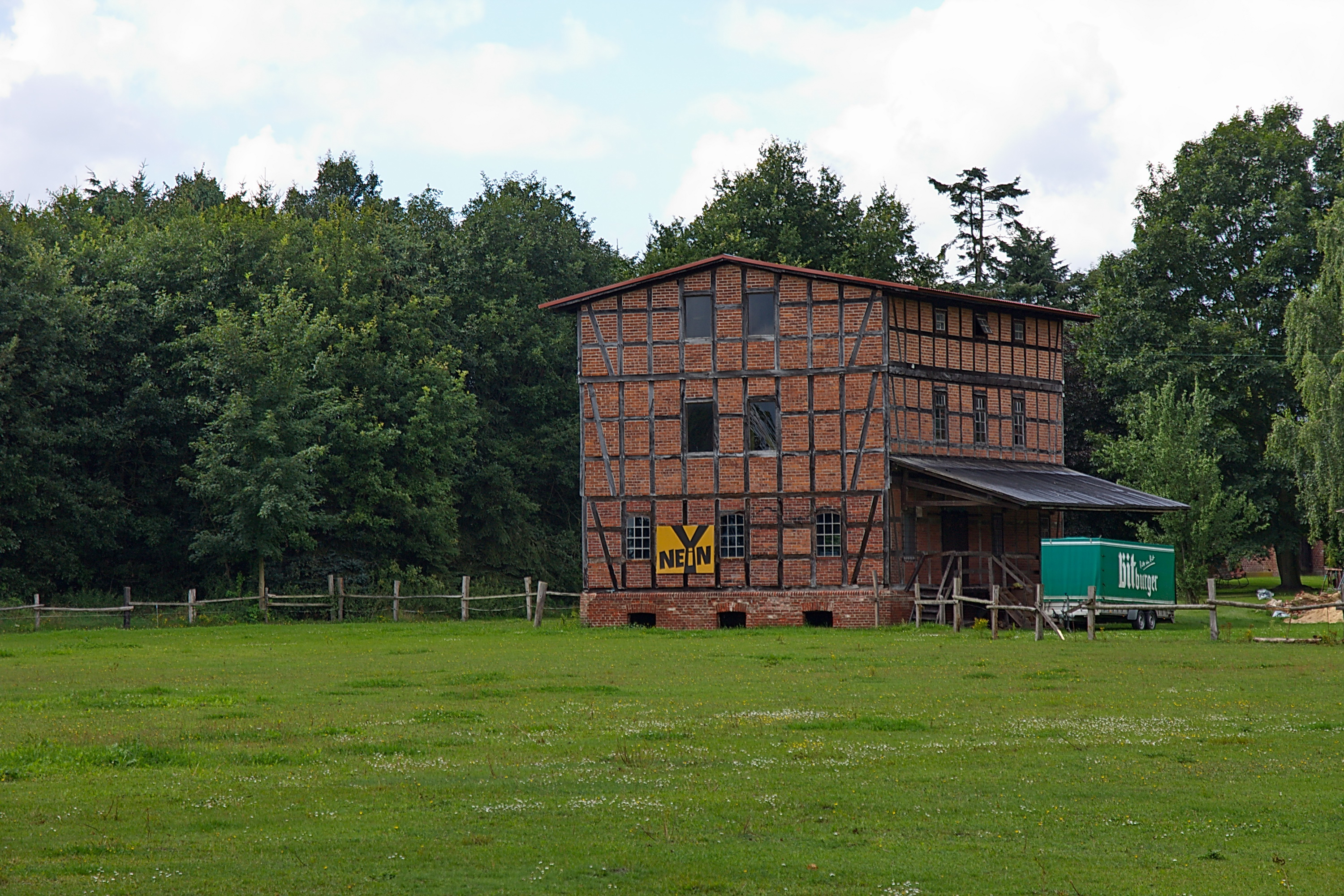
Ortsblick

Jeddingen liegt im südwestlichen Bereich der Stadt Visselhövede, 5 km südwestlich vom Kernort Visselhövede. 
Nachbarortschaften sind – von Norden aus im Uhrzeigersinn – Wittorf, Nindorf, Visselhövede (Kernort), Kettenburg, Bleckwedel, Bendingbostel (zu Kirchlinteln, Landkreis Verden) und Dreeßel.

## Geschichte
Erste urkundliche Erwähnung findet der Ort im 14. Jahrhundert als Geddinge, Jeddingk oder Jedding, ab 1718 ist der Name Jeddingen gebräuchlich. 1873 wurde die Bahnstrecke Uelzen–Langwedel als Teil der Bremer Staatsbahn durch Jeddingen geführt.
Seit der Gebietsreform, die am 1. März 1974 in Kraft trat, ist die vorher selbstständige Gemeinde Jeddingen eine von 15 Ortschaften der Stadt Visselhövede.
Bis 1987 besaß Jeddingen einen Bahnhof an der Bahnstrecke Uelzen–Langwedel. Zeitweise wurde hier sehr viel Vieh verladen.
In den Jahren 1994 und 1998 wurde der Ort im Rahmen des Kreiswettbewerbs „Unser Dorf soll schöner werden – Unser Dorf hat Zukunft“ Kreissieger.

## Politik
Der Ortsrat, der Jeddingen vertritt, setzt sich aus fünf Mitgliedern zusammen. Die Ratsmitglieder werden durch eine Kommunalwahl für jeweils fünf Jahre gewählt.
Bei der Kommunalwahl 2021 ergab sich folgende Sitzverteilung:
- CDU: 4 Sitze
- Grüne: 1 Sitz

## Wirtschaft und Infrastruktur
Jeddingen liegt fernab des großen Verkehrs. Die Bundesautobahn 27 verläuft 11 km entfernt südlich, die von Bomlitz über Visselhövede nach Rotenburg (Wümme) führende Bundesstraße 440 verläuft 4 km entfernt nördlich, und die Landesstraße L 171 von Visselhövede nach Verden (Aller) führt durch den Ort.
In Jeddingen gibt es – im Gegensatz zu einigen kleineren Ortsteilen von Visselhövede – Straßenbezeichnungen und nicht nur Hausnummern, sodass sich Einwohner, Postboten, Lieferanten und Besucher gut orientieren können.